# 2016 au théâtre
| Années du théâtre : 2013 - 2014 - 2015 - 2016 - 2017 - 2018 - 2019    |
| Décennies du théâtre : 1980 - 1990 - 2000 - 2010 - 2020 - 2030 - 2040 |

Cet article présente les faits marquants de l'année 2016 au théâtre.

## Événements
- 1er janvier : prise de fonction de Carole Thibaut comme directrice du théâtre des Îlets, théâtre national de Montluçon.
- 15 janvier : Stéphane Braunschweig est nommé directeur du théâtre national de l'Odéon.
- 6 avril : Wajdi Mouawad est nommé directeur du théâtre national de la Colline.
- 20 juin : Création d'ARTCENA, Centre national des arts du cirque, de la rue et du théâtre, issu de la fusion du Centre national du théâtre et d'HorsLesMurs, Centre national de ressources des arts de la rue et des arts du cirque[1].
- 6 juillet : Ouverture du 70e Festival d'Avignon.
- 25 septembre : Un incendie endommage le plancher de la scène du théâtre Mogador[2].
- 24 octobre : François Hollande annonce l'ouverture en 2022 d'une Cité du théâtre, boulevard Berthier, à Paris[3].

## Pièces de théâtre publiées
- Alfhild Agrell, Sauvé, traduction française de Corinne François-Denève, L'avant-scène théâtre, Collection des quatre-vents  (ISBN 978-2-7498-1363-9).

## Pièces de théâtre représentées

### Saison 2016-2017
- 8 janvier : La Médiation de Chloé Lambert, mise en scène Julien Boisselier, Théâtre de Poche-Montparnasse, Paris 6e.
- 29 mars : Loki, pour ne pas perdre le nord d'Abbi Patrix, Linda Edsjö et Wilfried Wendling, Paris, L'Étoile du Nord

## Récompenses
- 25 janvier : Prix Plaisir du théâtre - Marcel-Nahmias : Joël Pommerat
- 25 janvier : Prix Jean-Jacques-Gautier : Pauline Cheviller
- 3 avril : 40e cérémonie des Laurence Olivier Awards
- 23 mai : 28e cérémonie des Molières
- 12 juin : 70e cérémonie des Tony Awards
- 20 juin : Prix du Syndicat de la critique
- 23 juin : Prix du théâtre de l'Académie française : Pascal Rambert pour l'ensemble de son œuvre dramatique
- 18 octobre : Grand prix de littérature dramatique : Mohamed El Khatib pour Finir en beauté. Grand prix de littérature dramatique jeunesse : Nathalie Papin pour Léonie et Noélie

## Décès

### Premier trimestre

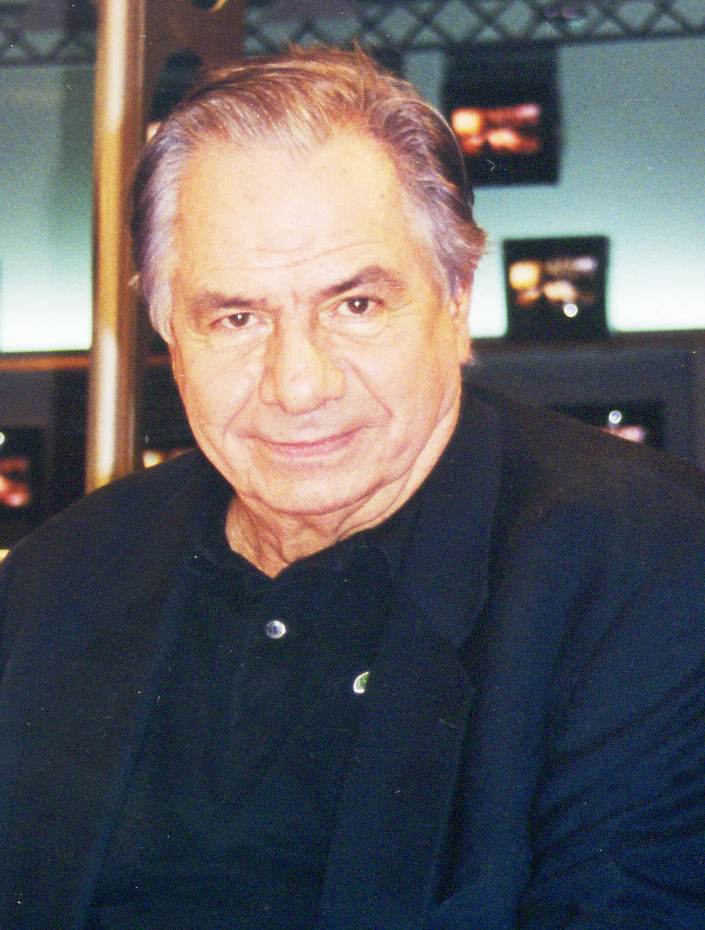
Michel Galabru.

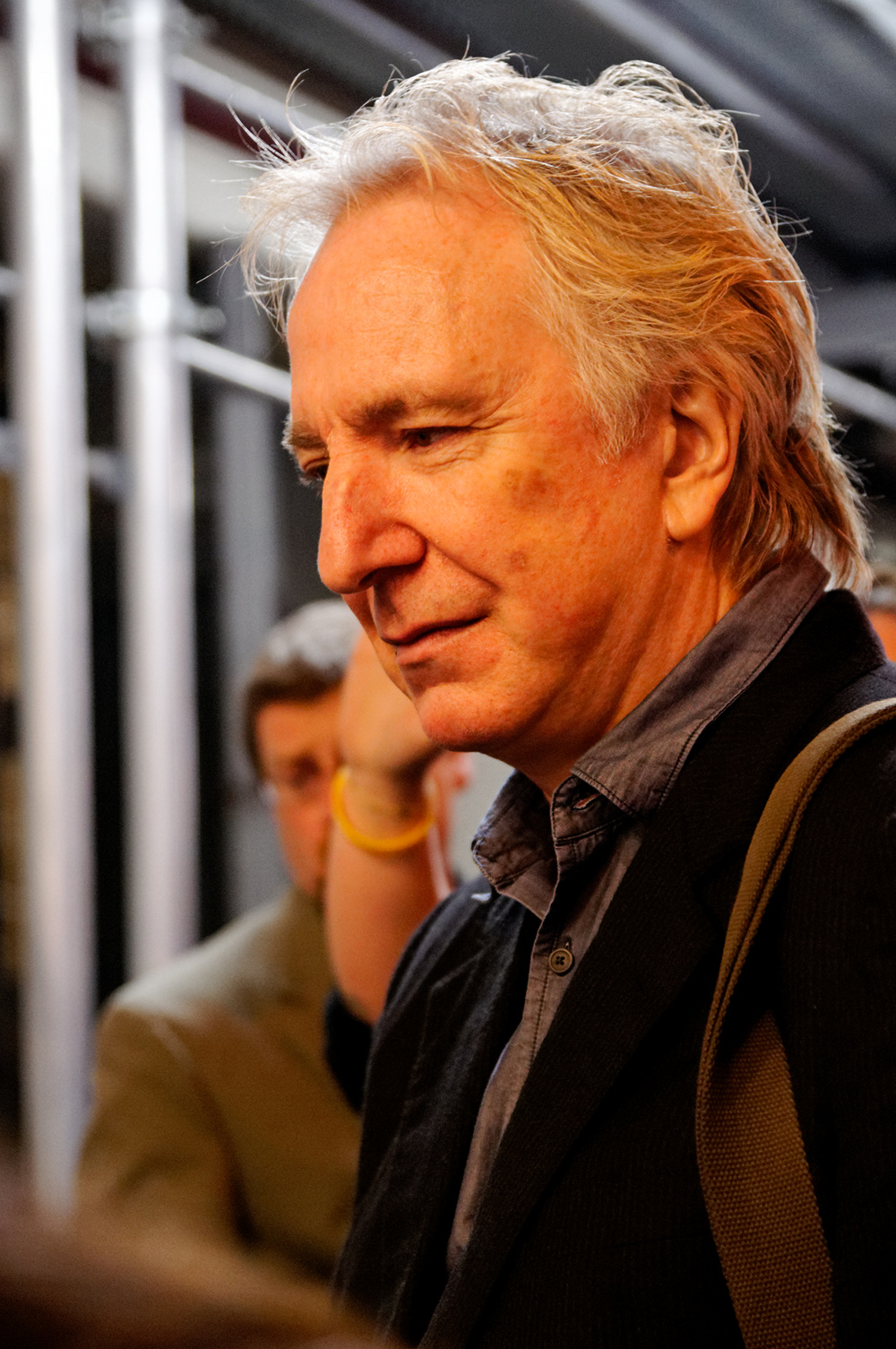
Alan Rickman.

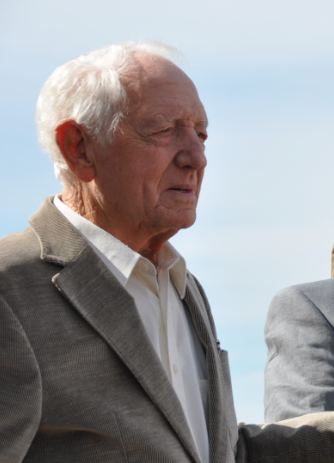
Marc Cassot.

- 1er janvier : George Alexandru (ro) (°1957), comédien roumain
- 4 janvier : Michel Galabru (°1922), comédien français
- 5 janvier : Pierre Boulez (°1925), compositeur français
- 6 janvier : Yves Vincent (°1921), comédien français
- 11 janvier : David Margulies (°1937), comédien américain
- 12 janvier : William Needles (en) (°1919), comédien canadien
- 13 janvier : Brian Bedford (°1935), comédien britannique
- 14 janvier : Franco Citti (°1935), comédien italien
- 14 janvier : Alan Rickman (°1946), comédien britannique
- 20 janvier : Ludovic Janvier (°1934), auteur dramatique et essayiste français
- 21 janvier : Marc Cassot (°1923), comédien français
- 21 janvier : Marie Daëms (°1928), comédienne française
- 25 janvier : Emmanuel Darley (°1963), auteur dramatique français
- 28 janvier : Facundo Bo, comédien argentin[4]
- 30 janvier : Frank Finlay (°1926), comédien britannique
- 2 février : Aldo Bufi Landi (°1923), comédien italien
- 5 février : Tayeb Saddiki (°1939), auteur, comédien et metteur en scène marocain[5]
- 8 février : Amelia Bence (°1914), comédienne argentine
- 17 février : Andrzej Żuławski (°1940), metteur en scène polonais
- 21 février : Claude Michaud (°1938), comédien canadien
- 25 février : François Dupeyron (°1950), metteur en scène français
- 26 février : Claude Sévenier, directeur de théâtre français[6]
- 28 février : Liliane Wouters (°1930), auteure dramatique belge
- 3 mars : Jeanine Beaubien (°1919), directrice de théâtre canadienne
- 4 mars : Patrick Floersheim (°1944), comédien français
- 8 mars : Richard Davalos (°1930), comédien américain
- 11 mars : Gilbert Tiberghien (°1950), comédien et metteur en scène français
- 14 mars : Riccardo Garrone (°1926), comédien italien
- 15 mars : Jean-Pierre Bagot (°1943), comédien français
- 23 mars : Ken Howard (°1944), comédien américain
- 25 mars : Angela Goodwin (°1925), comédienne italienne
- 25 mars : Paolo Poli (°1929), comédien italien
- 27 mars : Alain Decaux (°1925), auteur dramatique français
- 29 mars : Jean-Pierre Coffe (°1938), comédien et auteur dramatique français
- 31 mars : Douglas Wilmer (°1920), comédien britannique

### Deuxième trimestre

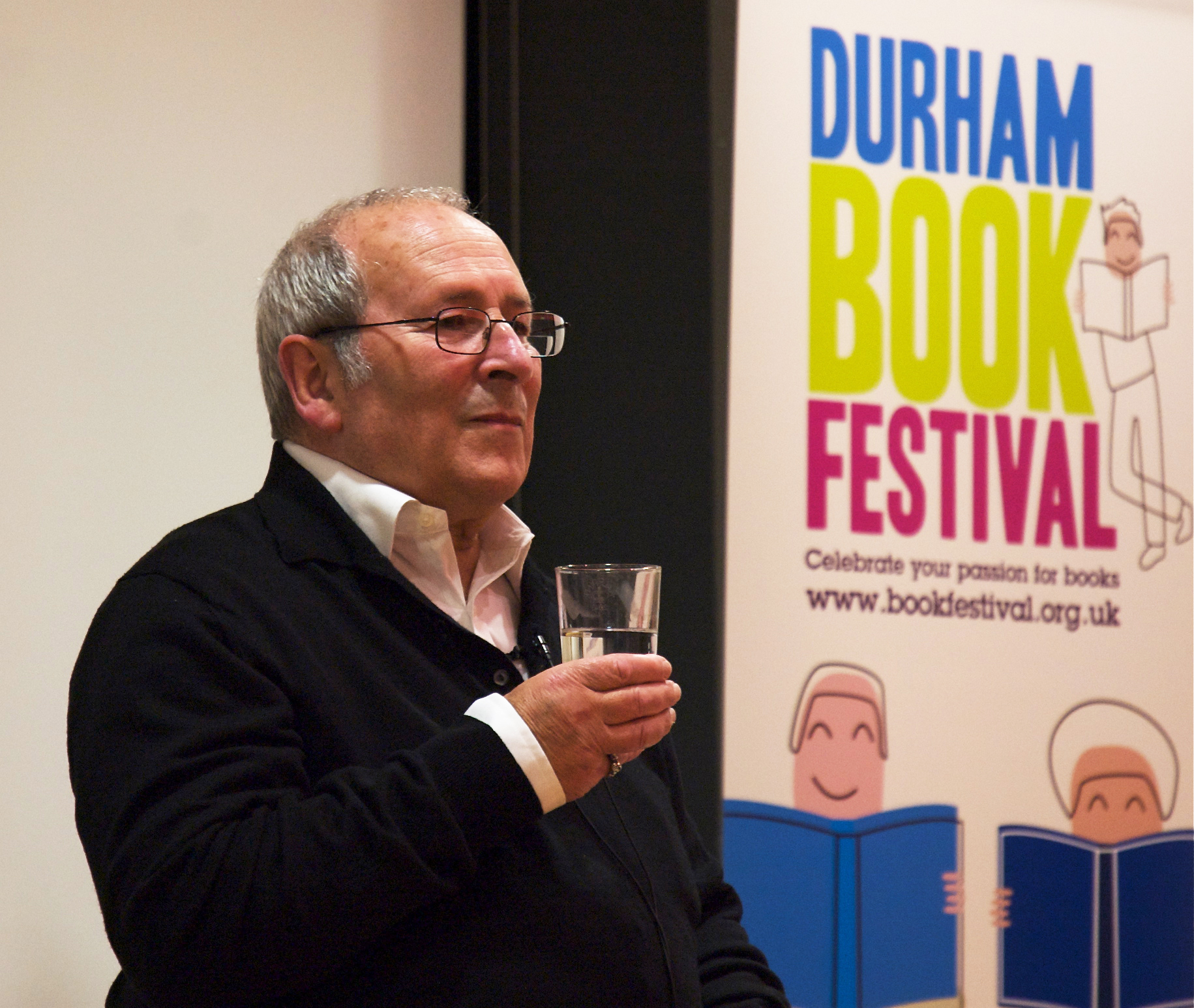
Arnold Wesker.

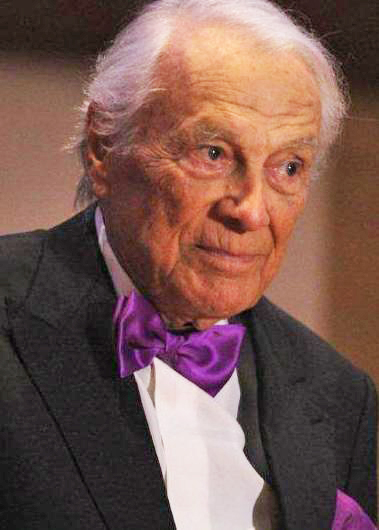
Giorgio Albertazzi.

- 2 avril : Boris Hybner (de) (°1941), auteur dramatique et comédien tchèque
- 4 avril : Rita Lafontaine (°1939), comédienne canadienne
- 5 avril : Erhan Abir (°1945), comédien turc
- 7 avril : Marcel Dubé (°1930), auteur dramatique canadien
- 11 avril : Albert Filozov (°1937), comédien russe
- 12 avril : Jacques Angéniol (°1937), comédien, scénographe et costumier français[7]
- 12 avril : Anne Jackson (°1925), comédienne américaine
- 12 avril : Arnold Wesker (°1932), auteur dramatique britannique
- 13 avril : Věra Kubánková (°1924), comédienne tchèque
- 17 avril : Doris Roberts (°1925), comédienne américaine
- 19 avril : Ronit Elkabetz (°1964), comédienne israélienne
- 20 avril : Victoria Wood (°1953), comédienne britannique
- 23 avril : Jacques Perry (°1921), auteur dramatique français
- 25 avril : Rudolf Wessely (°1925), comédien autrichien
- 1er mai : Madeleine Lebeau (°1923), comédienne française
- 4 mai : Rita Renoir (°1934), comédienne française
- 7 mai : Robert Roanne (°1929), comédien belge
- 12 mai : Yukio Ninagawa (°1935), metteur en scène japonais
- 16 mai : François Maistre (°1925), comédien et metteur en scène français
- 22 mai : Bata Živojinović (°1933), comédien serbe
- 24 mai : Burt Kwouk (°1930), comédien britannique
- 26 mai : Angela Paton (°1930), comédienne et directrice de théâtre américaine
- 28 mai : Giorgio Albertazzi (°1923), comédien italien
- 3 juin : Lucia Ragni (°1951), comédienne et directrice de théâtre italienne
- 5 juin : André Acquart (°1922), scénographe français
- 6 juin : Peter Shaffer (°1926), auteur dramatique britannique
- 8 juin : Marina Malfatti (°1933), comédienne italienne
- 15 juin : Claude Confortès (°1928), auteur dramatique, metteur en scène et comédien français
- 25 juin : Nicole Courcel (°1931), comédienne française
- 28 juin : Maurice Cazeneuve (°1923), metteur en scène français

### Troisième trimestre

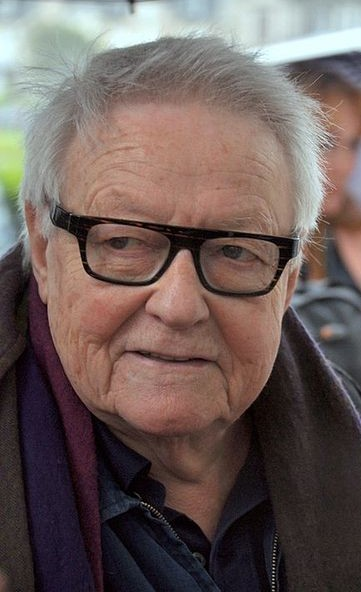
Roger Dumas.

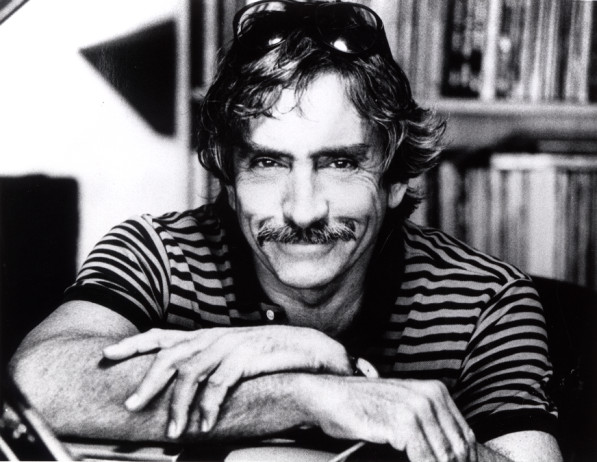
Edward Albee.

- 1er juillet : Yves Bonnefoy (°1923), traducteur français
- 2 juillet : Roger Dumas (1932), comédien français
- 2 juillet : Elie Wiesel (°1928), auteur dramatique américain
- 5 juillet : André Montmorency (°1939), comédien et metteur en scène canadien
- 6 juillet : John McMartin (°1929), comédien américain
- 16 juillet : René Caron, (°1925), comédien canadien
- 19 juillet : Dimitri (°1935), mime suisse
- 20 juillet : Radu Beligan (°1918), comédien roumain
- 30 juillet : Anna Marchesini (°1953), comédienne italienne
- 5 août : Annet Nieuwenhuijzen (°1930), comédienne néerlandaise
- 10 août : Gerhard Tötschinger (°1946), comédien et metteur en scène autrichien
- 14 août : Fyvush Finkel (°1922), comédien américain
- 22 août : Jacqueline Pagnol (°1920), comédienne française
- 23 août : Steven Hill (°1922), comédien américain
- 25 août : Marvin Kaplan (°1927), comédien américain
- 27 août : Cesare Gelli (°1932), comédien italien
- 28 août : Gene Wilder (°1933), comédien américain
- 30 août : Nabile Farès (°1940), auteur dramatique algérien
- 1er septembre : Jon Polito (°1950), comédien américain
- 6 septembre : Jean Franval (°1926), comédien français
- 16 septembre : Edward Albee (°1928), auteur dramatique américain
- 22 septembre : Thanh Tòng (°1948), comédien vietnamien

### Quatrième trimestre

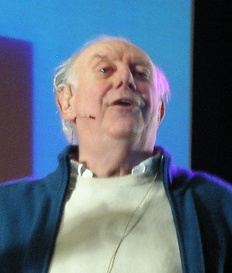
Dario Fo.

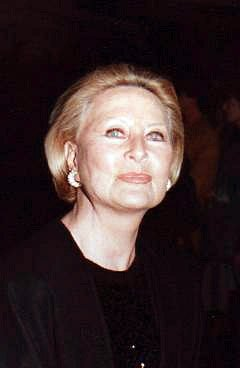
Michèle Morgan.

- 8 octobre : Pierre Tchernia (°1928), auteur dramatique français
- 9 octobre : Andrzej Wajda (°1926), metteur en scène polonais
- 11 octobre : Patricia Barry (°1922), comédienne américaine
- 13 octobre : Dario Fo (°1926), auteur dramatique, metteur en scène et comédien italien
- 14 octobre : Pierre Étaix (°1928), auteur dramatique et comédien français
- 21 octobre : Clément Michu (°1936), comédien français
- 30 octobre : Tammy Grimes (°1934), comédienne américaine
- 31 octobre : Vladimir Zeldine (°1915), comédien russe
- 3 novembre : Marc Michel (°1932), comédien suisse
- 19 novembre : Paul Guers (°1927), comédien français[8]
- 19 novembre : Heribert Sasse (°1945), comédien et metteur en scène autrichien
- 20 novembre : William Trevor (°1928), auteur dramatique irlandais
- 24 novembre : Nadine Alari (°1927), comédienne française
- 24 novembre : Florence Henderson (°1934), comédienne américaine
- 25 novembre : Hamid Remas (°1949), comédien et metteur en scène algérien
- 26 novembre : Fritz Weaver (°1926), comédien américain
- 30 novembre : Alice Drummond (°1928), comédienne américaine
- 2 décembre : Gisela May (°1924), comédienne allemande
- 6 décembre : Bruno Bayen (°1950), auteur dramatique et metteur en scène français
- 7 décembre : Marie-Louise Asseu, comédienne ivoirienne
- 12 décembre : Jean-Claude Deret (°1921), auteur dramatique et comédien français
- 20 décembre : Michèle Morgan (°1920), comédienne française
- 22 décembre : Chheng Phon (°1930), auteur dramatique, metteur en scène et comédien cambodgien
- 27 décembre : Claude Gensac (°1927), comédienne française
- 28 décembre : Michel Déon (°1919), auteur dramatique français
- 28 décembre : Debbie Reynolds (°1932), comédienne américaine